# Корабельные черви
Корабе́льные че́рви, или терединиды(лат. Teredinidae) — семейство морских двустворчатых моллюсков из отряда Myoida. Взрослые особи живут в ходах, которые протачивают в древесине с помощью модифицированной раковины. Естественные поселения связаны с мангровыми зарослями и древесными остатками, выносимыми в море реками. Не выдерживают солёности ниже 10 ‰. Описано около 60 видов. Наиболее известны представители одноимённого рода Teredo.

## Строение
Тело взрослых корабельных червей цилиндрическое и длинное (иногда более метра). На переднем конце располагается сравнительно небольшая (до 1 см) двустворчатая раковина, используемая для вбуравливания в древесину. Каждая створка состоит из 3 частей, 2 из которых (переднее ушко и тело створки) покрыты зазубренными рёбрами. Во время сверления моллюск прикрепляется к стенке хода с помощью ноги, приоткрывает створки и поводит ими в передне-заднем направлении.
Задняя часть тела, свободная от раковины, покрыта мантией, секретирующей на стенки хода известь. Задний конец тела, на котором располагаются сифоны, торчит из хода наружу. К сифонам прикреплены известковые пластинки (паллеты), замыкающие вход при втягивании сифонов.

## Экология и прикладное значение
Ход корабельного червя увеличивается по мере роста особи и может достигать 2 м в длину и 5 см в диаметре. Питаются эти моллюски путём фильтрации воды, всасываемой через сифоны, а также путём переработки опилок, образующихся при сверлении. Собственных ферментов для расщепления целлюлозы корабельные черви не имеют, реакцию осуществляют симбиотические бактерии, поселяющиеся в цекуме — обширном слепом выросте желудка. Бактерии также фиксируют находящийся в воде азот, которым бедна древесина.
Корабельные черви используют не только естественные субстраты (мангры и случайно попавшую в море древесину), но и деревянные постройки и корпуса деревянных судов, чем наносят серьёзный вред хозяйству. Для защиты от корабельных червей древесину окрашивают ядовитой краской или пропитывают креозотом.
Некоторые съедобные виды разводят в странах Юго-Восточной Азии.

## Значение в технологии
В начале XIX века поведение и анатомия корабельного червя вдохновили французского инженера Марка Брюнеля. Пронаблюдав, как створки раковины корабельного червя одновременно позволяют ему прокладывать ход и защищают его от давления разбухающей древесины, Брюнель спроектировал модульную железную конструкцию для тоннелирования — проходческий щит, позволивший рабочим успешно прокладывать тоннель под очень нестабильным руслом Темзы. Тоннель под Темзой стал первым успешным опытом прокладывания крупного туннеля под судоходной рекой.

## Палеонтология
В ископаемом состоянии обычно сохраняются в виде изолированных створок и паллет, также от них остаются ходы в древесине. Древнейшие корабельные черви с сохранившимися мягкими тканями найдены в окаменевших стволах во Франции, датируемых серединой мелового периода.  

## Таксономия
Известно около 60 видов корабельных червей, населяющих моря тропических и умеренных поясов. В водах России встречено 4 вида: Teredo navalis, Тeredo utriculus, Тeredo pedicellata и Bankia setacea. В семействе выделяют следующие роды:
- подсемейство Teredininae Rafinesque, 1815
  - Bactronophorus Tapparone-Canefri, 1877
  - Dicyathifer Iredale, 1932
  - Lyrodus Binney, 1870
  - Neoteredo Bartsch, 192
  - Psiloteredo Bartsch, 1922
  - Teredo Linnaeus, 1758
  - Teredora Bartsch, 1921
  - Teredothyra Bartsch, 1921
  - Uperotus Guettard, 1770
- подсемейство Bankiinae R.D. Turner, 1966
  - Bankia Gray, 1842
  - Nausitoria Wright, 1884
  - Nototeredo Bartsch, 1923
  - Spathoteredo Moll, 1928
- подсемейство Kuphinae Tryon, 1862
  - Kuphus Guettard, 1770
    - Kuphus polythalamia